# Development
Development est une revue scientifique bimensuelle à comité de lecture couvrant tous les champs de la génétique évolutive du développement allant de la biologie cellulaire, des cellules souches, la biologie moléculaire, la génétique, le développement à la physiologie, la morphogénèse, l'organogénèse et l'évolution. Les archives du journal sont disponibles en libre accès six mois après publication.
D'après le Journal Citation Reports, le facteur d'impact de ce journal était de 7,194 en 2009. L'actuel directeur de publication est Olivier Pourquié.

## Histoire
Au cours de son histoire, le journal a changé de nom :
- Journal of Embryology and Experimental Morphology, 1953-1986  (ISSN 0022-0752)
- Development, 1987-en cours  (ISSN 0950-1991)